# Banchus teres
Banchus teres är en stekelart som beskrevs av Henry Keith Townes, Jr. 1978. Banchus teres ingår i släktet Banchus och familjen brokparasitsteklar. Inga underarter finns listade.